# Cercetarea reprofilării medicamentelor pentru COVID-19
Repoziționarea medicamentelor (cunoscută și sub numele de re-purposing de medicamente, re-profilare, re-tasking sau schimbare terapeutică) reprezintă re-purposing-ul unui medicament aprobat pentru tratamentul unei boli sau afecțiuni medicale diferite de cea pentru care a fost inițial dezvoltat. Aceasta este una dintre liniile de cercetare științifică care este urmărită pentru a dezvolta tratamente COVID-19 sigure și eficiente. Alte direcții de cercetare includ dezvoltarea unui vaccin COVID-19 și transfuzia de plasmă de convalescență.
Mai multe medicamente antivirale existente, dezvoltate sau utilizate anterior ca tratamente pentru sindromul respirator acut sever (SARS), sindromul respirator din Orientul Mijlociu (MERS), HIV/SIDA și malarie, au fost cercetate ca potențiale tratamente pentru COVID-19, iar unele dintre acestea au fost introduse în studii clinice.
Într-o declarație acordată revistei Nature Biotechnology în februarie 2020, șeful Unității de ecologie virală a Institutului Național de Sănătate din SUA, Vincent Munster, a declarat: "Dispunerea genomică generală și cinetica generală de replicare și biologia virusurilor MERS, SARS și [SARS-CoV-] sunt foarte asemănătoare, astfel încât testarea medicamentelor care vizează părți relativ generice ale acestor coronavirusuri este un pas logic".

## Anticorpii monoclonali
Anticorpii monoclonali care fac obiectul unor investigații în vederea reprofilării includ agenți anti-IL-6 (tocilizumab) și anti-IL-8 (BMS-986253). (Aceasta în paralel cu noile medicamente cu anticorpi monoclonali dezvoltate special pentru COVID-19).
Mavrilimumab este un anticorp monoclonal uman care inhibă receptorul factorului de stimulare a coloniilor de macrofage granulocite umane (GM-CSF-R). Acesta a fost studiat pentru a se vedea dacă poate îmbunătăți prognosticul pacienților cu pneumonie COVID-19 și hiperinflamare sistemică. Un studiu mic a indicat unele efecte benefice ale tratamentului cu mavrilimumab în comparație cu cei care nu au fost tratați.
În ianuarie 2021, Serviciul Național de Sănătate din Marea Britanie a emis orientări conform cărora medicamentele imunomodulatoare tocilizumab și sarilumab sunt benefice atunci când sunt administrate prompt persoanelor cu COVID-19 internate la terapie intensivă, în urma unor cercetări care au constatat o reducere a riscului de deces cu 24%.

### Tocilizumab
Tocilizumab este un inhibitor al interleukinei 6 autorizat pentru utilizare în mai multe afecțiuni, inclusiv în poliartrita reumatoidă, arterita cu celule gigante, artrita idiopatică juvenilă sistemică și sindromul de eliberare severă de citokine. Utilizarea sa a fost studiată în cadrul mai multor studii.
Hoffmann-La Roche și OMS au efectuat studii separate în cazuri severe. Roche a anunțat la 29 iulie 2020 că studiul său randomizat dublu-orb cu tocilizumab pentru tratamentul pneumoniei la pacienții cu Covid nu a arătat niciun beneficiu.
Studiul REMAP-CAP din Marea Britanie a constatat că tocilizumab a fost benefic la adulții cu COVID-19 sever, care erau în stare critică și care primeau suport de organe respiratorii sau cardiovasculare într-un cadru de terapie intensivă, atunci când acesta a fost început în termen de 24 de ore de la necesitatea suportului de organe. Utilizarea tocilizumabului și locul acestuia în terapie au fost actualizate de către NICE din Marea Britanie în ianuarie 2021.
Acesta a făcut parte din marele studiu RECOVERY Trial din Marea Britanie. Rezultatele publicate au fost analizate ca fiind cele mai definitive dovezi care abordează controversa cu privire la includerea tocilizumabului în tratamentul pentru pacienții grav bolnavi cu COVID-19. Peste 4 000 de adulți au fost repartizați aleatoriu la tratamentul cu tocilizumab sau la tratamentul obișnuit, de câteva ori mai mulți decât numărul total din studiile randomizate anterioare, iar majoritatea pacienților au primit corticosteroizi sistemici. Mortalitatea în decurs de 28 de zile a fost de 31% la pacienții cărora li s-a alocat tocilizumab și de 35% la cei care au primit îngrijire obișnuită (raportul ratei 0-85; p=0-0028). Externarea din spital în termen de 28 de zile a fost, de asemenea, mai probabilă.
În iunie 2021, Administrația pentru Alimente și Medicamente din SUA (FDA) a emis o autorizație de utilizare de urgență (EUA) pentru tocilizumab pentru tratamentul COVID-19 la persoanele spitalizate cu vârsta de doi ani și peste care primesc corticosteroizi sistemici și care necesită oxigen suplimentar, ventilație mecanică non-invazivă sau invazivă sau oxigenare cu membrană extracorporală (ECMO).
Începând cu august 2021, Agenția Europeană pentru Medicamente (EMA) evaluează tocilizumab pentru a extinde utilizarea acestuia pentru a include tratamentul adulților spitalizați cu COVID-19 severă care primesc deja tratament cu corticosteroizi și necesită oxigen suplimentar sau ventilație mecanică (respirație asistată de un aparat).

## Antivirale
Cercetările se concentrează pe reconversia medicamentelor antivirale aprobate care au fost dezvoltate anterior împotriva altor virusuri, cum ar fi MERS-CoV, SARS-CoV și virusul West Nile. Printre acestea se numără favipiravir, remdesivir, ribavirin, triazavirin și umifenovir.
S-a constatat că combinația de artesunat/pironaridină are un efect inhibitor asupra testelor in vitro efectuate pe celule Hela cu SARS-CoV-2. Artesunatul/pironaridina a prezentat o rată de inhibare a titrului virusului de 99% sau mai mult după 24 de ore, în timp ce citotoxicitatea a fost, de asemenea, redusă. Un preprint publicat în iulie 2020, a raportat că pironaridina și artesunatul prezintă activitate antivirală împotriva SARS-CoV-2 și a virusurilor gripale folosind celule epiteliale pulmonare umane (Calu-3). Acesta se află în faza II de testare clinică în Coreea de Sud și în Africa de Sud.
GS-441524 este nucleozidul din remdesivirul ProTide. S-a demonstrat că vindecă pisicile infectate cu peritonită infecțioasă felină (FIP), o formă felină de coronavirus, cu o rată de vindecare de 96%. Studiile au arătat că, chiar și atunci când se administrează remdesivir, GS-441524 este metabolitul predominant care circulă în ser, datorită hidrolizei rapide a pro-drogurilor remdesivir, urmată de defosforilare.[sursă medicală nesigură? ] Unii cercetători au sugerat utilitatea sa ca tratament pentru COVID-19, observând o sinteză mai ușoară, lipsa metabolismului de primă trecere în ficat, o hidrofilicitate mai mare și formarea de trifosfat în tipuri de celule, indiferent de expresia CES1 și CTSA, enzimele necesare pentru bioactivarea remdesivirului.
Molnupiravirul este un medicament dezvoltat pentru tratarea gripei. Acesta se află în faza a II-a de testare ca tratament pentru COVID-19. În decembrie 2020, oamenii de știință au raportat că medicamentul antiviral molnupiravir, dezvoltat pentru tratamentul gripei, poate suprima complet transmiterea SARS-CoV-2 în 24 de ore la dihorii a căror transmitere COVID-19 seamănă foarte mult cu cea a SARS-CoV-2 în populațiile umane de tineri adulți.
Niclosamida a fost identificată ca fiind un antiviral candidat într-un test de depistare a medicamentelor in vitro realizat în Coreea de Sud.
Inhibitorii de protează, care vizează în mod specific proteaza 3CLpro, sunt cercetați și dezvoltați în laborator, cum ar fi CLpro-1, GC376 și Rupintrivir.
Speciile de coronavirusuri posedă o rezistență intrinsecă la ribavirină.

### Favipiravir
Favipiravirul este un medicament antiviral aprobat pentru tratamentul gripei în Japonia. Există dovezi limitate care sugerează că, în comparație cu alte medicamente antivirale, favipiravirul ar putea îmbunătăți rezultatele pentru persoanele cu COVID-19, dar sunt necesare studii mai riguroase înainte de a se putea trage concluzii.
Studiile clinice chinezești din Wuhan și Shenzhen au susținut că favipiravirul a fost "clar eficient". Dintre cei 35 de pacienți din Shenzhen au fost testați negativ într-o perioadă medie de 4 zile, în timp ce durata bolii a fost de 11 zile la cei 45 de pacienți care nu l-au primit. Într-un studiu efectuat în Wuhan pe 240 de pacienți cu pneumonie, jumătate au primit favipiravir și jumătate umifenovir. Cercetătorii au constatat că pacienții și-au revenit mai repede din tuse și febră atunci când au fost tratați cu favipiravir, dar că nu a existat nicio schimbare în ceea ce privește numărul de pacienți din fiecare grup care au evoluat către stadii mai avansate ale bolii, care au necesitat tratament cu ventilator.
La 22 martie 2020, Italia a aprobat medicamentul pentru utilizare experimentală împotriva COVID-19 și a început să efectueze teste în cele trei regiuni cele mai afectate de boală. Agenția farmaceutică italiană a reamintit publicului că dovezile existente în sprijinul medicamentului sunt puține și preliminare.
La 30 mai 2020, Ministerul rus al Sănătății a aprobat o versiune generică a favipiravirului denumită Avifavir, care s-a dovedit foarte eficientă în prima fază a studiilor clinice.
În iunie 2020, India a aprobat utilizarea unei versiuni generice de favipravir denumită FabiFlu, dezvoltată de Glenmark Pharmaceuticals, în tratamentul cazurilor ușoare până la moderate de COVID-19.
La 26 mai 2021, o analiză sistematică a constatat o șansă cu 24% mai mare de ameliorare clinică atunci când se administrează în primele șapte zile de spitalizare, dar nicio reducere semnificativă din punct de vedere statistic a mortalității pentru oricare dintre grupuri, inclusiv pentru pacienții spitalizați și pentru cei cu simptome ușoare sau moderate.

### Lopinavir/ritonavir
În martie 2020, principala protează (3CLpro) a virusului SARS-CoV-2 a fost identificată ca o țintă pentru medicamentele post-infecție. Enzima este esențială pentru procesarea poliproteinei legate de replicare. Pentru a găsi enzima, oamenii de știință au folosit genomul publicat de cercetătorii chinezi în ianuarie 2020 pentru a izola proteaza principală. Inhibitorii de protează aprobați pentru tratarea virusurilor imunodeficienței umane (HIV) - lopinavir și ritonavir - au dovezi preliminare de activitate împotriva coronavirusurilor, SARS și MERS. Ca potențială terapie combinată, aceștia sunt utilizați împreună în două ramuri de fază III ale proiectului global Solidaritatea 2020 privind COVID-19. Un studiu preliminar efectuat în China cu lopinavir și ritonavir combinate nu a constatat niciun efect la persoanele spitalizate pentru COVID-19.
Un studiu privind lopinavirul/ritonavirul (Kaletra), o combinație de antivirale lopinavir și ritonavir, a concluzionat că "nu s-a observat niciun beneficiu". Medicamentele au fost concepute pentru a inhiba replicarea HIV prin legarea la protează. O echipă de cercetători de la Universitatea din Colorado încearcă să modifice medicamentele pentru a găsi un compus care să se lege de proteaza SARS-CoV-2. Există critici în cadrul comunității științifice cu privire la direcționarea resurselor către reproiectarea medicamentelor dezvoltate special pentru HIV/SIDA, deoarece este puțin probabil ca aceste medicamente să fie eficiente împotriva unui virus care nu are protează specifică HIV-1 pe care o vizează. OMS a inclus lopinavirul/ritonavirul în studiul internațional Solidarity.
La 29 iunie, cercetătorii șefi ai studiului britanic RECOVERY Trial au raportat că nu a existat niciun beneficiu clinic în urma utilizării lopinavir-ritonavir la 1 596 de persoane spitalizate cu infecție severă cu COVID-19 pe parcursul a 28 de zile de tratament.
Un studiu publicat în octombrie 2020, care a analizat acele medicamente aprobate de FDA care vizează proteina spike (S) a SARS-CoV-2, a propus că actuala formulă de asociere dezechilibrată a lopinavirului ar putea, de fapt, să interfereze cu activitatea de blocare a ritonavirului asupra interacțiunii dintre domeniul de legare a receptorului și enzima umană de conversie a angiotensinei-2 (RBD-hACE2), limitând astfel în mod eficient beneficiul terapeutic în cazurile de COVID-19.

### Remdesivir
Remdesivir, vândut sub denumirea comercială Veklury, este un medicament antiviral cu spectru larg de acțiune, dezvoltat de compania biofarmaceutică Gilead Sciences. Se administrează prin injectare într-o venă. În timpul pandemiei COVID-19, remdesivir a fost aprobat sau autorizat pentru utilizare de urgență pentru tratarea COVID-19 în aproximativ 50 de țări. Orientările actualizate de Organizația Mondială a Sănătății în noiembrie 2020 includ o recomandare condiționată împotriva utilizării remdesivirului pentru tratamentul COVID-19.
Remdesivirul a fost inițial dezvoltat pentru tratarea hepatitei C și a fost ulterior investigat pentru boala cu virus Ebola și pentru infecțiile cu virusul Marburg înainte de a fi studiat ca tratament post-infecție pentru COVID-19.
Cel mai frecvent efect secundar la voluntarii sănătoși este creșterea nivelului de enzime hepatice din sânge (un semn al problemelor hepatice). Cel mai frecvent efect secundar la persoanele care primesc COVID-19 este greața. Efectele secundare pot include inflamarea ficatului și o reacție legată de perfuzie cu greață, tensiune arterială scăzută și transpirație.
Remdesivir este un promedicament care are rolul de a permite livrarea intracelulară a GS-441524 monofosfat și biotransformarea ulterioară în GS-441524 trifosfat, un analog ribonucleotidic inhibitor al ARN polimerazei virale.
Administrația americană pentru alimente și medicamente (FDA) consideră că este un medicament de primă clasă.
Antiparazitare
Ideea de reproiectare a medicamentelor orientate spre gazdă pentru terapia antivirală a cunoscut o renaștere. În unele cazuri, cercetările au evidențiat limitări fundamentale în ceea ce privește utilizarea acestora pentru tratamentul infecțiilor acute cu virusuri ARN. Printre antiparazitarele care au fost investigate se numără clorochina, hidroxiclorochina, meflochina, ivermectina și atovaquona.

## Antiparazitare

### Clorochină și hidroxiclorochină
Clorochina și hidroxiclorochina sunt medicamente antimalarice folosite și împotriva unor boli autoimune. Clorochina, împreună cu hidroxiclorochina, a fost un prim tratament experimental eșuat pentru COVID-19. Acestea nu sunt eficiente pentru prevenirea infecției.
Mai multe țări au utilizat inițial clorochina sau hidroxiclorochina pentru tratamentul persoanelor spitalizate cu COVID-19 (începând cu martie 2020), deși medicamentul nu a fost aprobat în mod oficial prin studii clinice. Din aprilie până în iunie 2020, a existat o autorizație de utilizare de urgență pentru utilizarea acestora în Statele Unite, fiind utilizate în afara etichetei pentru un potențial tratament al bolii. La 24 aprilie 2020, citând riscul de "probleme grave de ritm cardiac", FDA a postat o avertizare împotriva utilizării medicamentului pentru COVID-19 "în afara mediului spitalicesc sau a unui studiu clinic".
Utilizarea lor a fost retrasă ca posibil tratament pentru infecția cu COVID-19 atunci când s-a dovedit a nu avea niciun beneficiu pentru pacienții spitalizați cu boala COVID-19 severă în cadrul studiului internațional Solidarity și al studiului britanic RECOVERY. La 15 iunie, FDA a revocat autorizația de utilizare în regim de urgență, declarând că "nu mai era "rezonabil să se creadă" că medicamentul este eficient împotriva COVID-19 sau că beneficiile sale depășesc "riscurile cunoscute și potențiale". În toamna anului 2020, National Institutes of Health a emis ghiduri de tratament prin care recomanda împotriva utilizării hidroxiclorochina pentru COVID-19, cu excepția cazului în care aceasta face parte dintr-un studiu clinic.
În 2021, hidroxiclorochina făcea parte din tratamentul recomandat pentru cazurile ușoare din India.

### Ivermectin
In vitro, ivermectina are efecte antivirale împotriva mai multor virusuri ARN monocatenar cu sens pozitiv distincte, inclusiv SARS-CoV-2. Studii ulterioare au constatat că ivermectina poate inhiba replicarea SARS-CoV-2 în cultura de celule de rinichi de maimuță cu o IC50 de 2,2-2,8 μM. Cu toate acestea, pe baza acestor informații, ar fi necesare doze mult mai mari decât doza maximă aprobată sau care poate fi obținută în condiții de siguranță pentru utilizarea la om pentru un efect antiviral. În afară de dificultățile practice, astfel de doze mari nu sunt acoperite de autorizațiile actuale de utilizare a medicamentului la om și ar fi toxice, deoarece se consideră că mecanismul de acțiune antivirală funcționează prin suprimarea unui proces celular gazdă, în special prin inhibarea transportului nuclear de către importina α/β1. Automedicația cu o formulă foarte concentrată destinată cailor a dus la numeroase spitalizări, iar supradozajul poate duce la deces, posibil din cauza interacțiunii cu alte medicamente. Pentru a rezolva incertitudinile rezultate din studiile anterioare de mică amploare sau de calitate slabă, începând cu iunie 2021, sunt în curs de desfășurare studii la scară largă în Statele Unite și în Regatul Unit.
Multe studii privind ivermectina pentru COVID-19 au limitări metodologice serioase, ceea ce duce la o certitudine foarte scăzută a dovezilor. Ca urmare, mai multe organizații au exprimat public faptul că dovezile privind eficacitatea împotriva COVID-19 sunt slabe. În februarie 2021, Merck, dezvoltatorul medicamentului, a emis o declarație în care spunea că nu există dovezi solide că ivermectina este eficientă împotriva COVID-19 și că încercarea de a o utiliza în acest sens poate fi nesigură. Ghidul de tratament pentru COVID-19 al U.S. National Institutes of Health afirmă că dovezile privind ivermectina sunt prea limitate pentru a permite o recomandare pentru sau împotriva utilizării acesteia. În Regatul Unit, Comitetul consultativ național privind terapeutica COVID-19 a stabilit că baza de dovezi și plauzibilitatea ivermectinei ca tratament COVID-19 sunt insuficiente pentru a continua investigațiile.
Ivermectina nu este aprobată de Food and Drug Administration (FDA) din SUA pentru utilizarea în tratarea niciunei boli virale și nu este autorizată pentru utilizarea în tratamentul COVID-19 în cadrul Uniunii Europene. După ce a analizat dovezile privind ivermectina, Agenția Europeană pentru Medicamente (EMA) a declarat că "datele disponibile nu susțin utilizarea acesteia pentru COVID-19 în afara unor studii clinice bine concepute". De asemenea, OMS a declarat că ivermectina nu ar trebui să fie utilizată pentru tratarea COVID-19 decât în cadrul unui studiu clinic. Agenția braziliană de reglementare în domeniul sănătății, Societatea braziliană de boli infecțioase și Societatea toracică braziliană au emis declarații de poziție prin care recomandă să nu se utilizeze ivermectina pentru prevenirea sau tratarea COVID-19 în stadii incipiente.
Dezinformarea, gradele scăzute de încredere și un sentiment de disperare față de numărul tot mai mare de cazuri și decese au dus la o creștere a utilizării ivermectinei în Europa Centrală și de Est, în America Latină și în Africa de Sud. O piață neagră s-a dezvoltat, de asemenea, în multe dintre aceste țări în care nu a fost acordată aprobarea oficială.
Dezinformarea virală din rețelele de socializare cu privire la ivermectină a atras atenția în special în Africa de Sud, unde un grup anti-vaccinare numit "Africa de Sud are dreptul la ivermectină" a făcut lobby pentru ca medicamentul să fie disponibil pe bază de prescripție medicală. Un alt grup, "Ivermectin Interest Group", a lansat un proces împotriva Autorității de Reglementare a Produselor de Sănătate din Africa de Sud (South African Health Products Regulatory Authority - SAHPRA) și, ca urmare, a fost acordată o scutire pentru uz umanitar. SAPHRA a declarat în aprilie 2021 că "În prezent, nu există tratamente aprobate pentru infecțiile cu COVID-19".
În ciuda absenței dovezilor de înaltă calitate care să sugereze vreo eficacitate și a sfaturilor contrare, unele guverne au permis utilizarea sa off-label pentru prevenirea și tratamentul COVID-19. Printre țările care au acordat o astfel de aprobare oficială pentru ivermectină se numără Republica Cehă, Slovacia, Mexic, Peru (anulată ulterior), India (anulată ulterior) și orașul columbian Cali.

## Anticoagulante
Medicamentele pentru prevenirea coagulării sângelui au fost sugerate pentru tratament, iar terapia anticoagulantă cu heparină cu greutate moleculară mică pare să fie asociată cu rezultate mai bune în cazul COVID-19 severe care prezintă semne de coagulopatie (D-dimer ridicat). Mai multe anticoagulante au fost testate în Italia, heparina cu greutate moleculară mică fiind utilizată pe scară largă pentru tratarea pacienților, ceea ce a determinat Agenția Italiană pentru Medicamente să publice orientări privind utilizarea acesteia.
Oamenii de știință au identificat o capacitate a heparinei de a se lega de proteina spike a virusului SARS-CoV-2, neutralizând-o, și au propus medicamentul ca posibil antiviral.
Un studiu multicentric pe 300 de pacienți care cercetează utilizarea enoxaparinei sodice la doze profilactice și terapeutice a fost anunțat în Italia la 14 aprilie.
Anticoagulantul dipiridamol este propus ca tratament pentru COVID-19, iar un studiu clinic este în curs de desfășurare.

## Imunosupresoare
Începând cu iulie 2021, Agenția Europeană pentru Medicamente (EMA) evaluează o cerere de extindere a utilizării anakinrei (Kineret) pentru a include tratamentul COVID-19 la adulții cu pneumonie care prezintă risc de a dezvolta insuficiență respiratorie severă (incapacitatea plămânilor de a funcționa corespunzător).

## Interferoni
Medicamentele cu efecte imunomodulatoare care se pot dovedi utile în tratamentul COVID-19 includ interferonii de tip I, cum ar fi Interferonul-β, peginterferonul alfa-2a și -2b.
S-a demonstrat că IFN-β 1b, în cadrul unui studiu deschis randomizat și controlat, în combinație cu lopinavir/ritonavir și ribavirină, reduce semnificativ încărcătura virală, ameliorează simptomele și reduce răspunsurile la citokine în comparație cu lopinavir/ritonavirul singur. <Lancet 2020;395(10238):1695-1704> IFN-β va fi inclus în studiul internațional Solidarity Trial în combinație cu medicamentele HIV Lopinavir și Ritonavir. precum și în REMAP-CAP Firma finlandeză de biotehnologie Faron Pharmaceuticals continuă să dezvolte INF-beta pentru SDRA și este implicată în inițiative la nivel mondial[care?] împotriva COVID-19, inclusiv în studiul Solidarity. Firma britanică de biotehnologie Synairgen a început să desfășoare studii privind IFN-β, un medicament care a fost inițial dezvoltat pentru tratarea BPOC.

## Steroizi

### Dexametazonă
Dexametazona este un medicament corticosteroid în uz pentru multiple afecțiuni, cum ar fi problemele reumatice, bolile de piele, astmul și boala pulmonară obstructivă cronică, printre altele. Un studiu multicentric, randomizat și controlat al dexametazonei în tratarea sindromului de detresă respiratorie acută (ARDS), publicat în februarie 2020, a arătat o reducere a necesității de ventilație mecanică și a mortalității. Dexametazona este utilă doar în cazul persoanelor care necesită oxigen suplimentar. În urma unei analize a șapte studii randomizate, OMS recomandă utilizarea corticosteroizilor sistemici în ghidurile de tratament pentru persoanele cu boli grave sau critice, iar aceștia să nu fie utilizați la persoanele care nu îndeplinesc criteriile de boală gravă.
La 16 iunie, studiul RECOVERY Trial al Universității Oxford a emis un comunicat de presă în care anunța rezultatele preliminare conform cărora medicamentul ar putea reduce decesele cu aproximativ o treime la participanții care au primit ventilație și cu aproximativ o cincime la participanții care au primit oxigen; nu a adus beneficii pacienților care nu au avut nevoie de asistență respiratorie. Cercetătorii au estimat că tratarea cu dexametazonă a 8 pacienți aflați sub ventilator a salvat o viață, iar tratarea a 25 de pacienți sub oxigen a salvat o viață. Mai mulți experți au solicitat ca setul complet de date să fie publicat rapid pentru a permite o analiză mai amplă a rezultatelor. Un preprint a fost publicat la 22 iunie, iar articolul revizuit de colegi a apărut la 17 iulie.
Pe baza acestor rezultate preliminare, tratamentul cu dexametazonă a fost recomandat de National Institutes of Health (NIH) din SUA pentru pacienții cu COVID-19 care sunt ventilați mecanic sau care au nevoie de oxigen suplimentar, dar nu sunt ventilați mecanic. NIH recomandă să nu se utilizeze dexametazonă la pacienții cu COVID-19 care nu necesită oxigen suplimentar. În iulie 2020, Organizația Mondială a Sănătății (OMS) a declarat că este în curs de actualizare a ghidurilor de tratament pentru a include dexametazona sau alți steroizi.
Grupul de îndrumare al Societății de Boli Infecțioase din America (IDSA) sugerează utilizarea glucocorticoizilor pentru pacienții cu COVID-19 sever; unde sever este definit ca fiind pacienții cu saturație a oxigenului (SpO2) ≤94% la aerul din cameră și cei care necesită oxigen suplimentar, ventilație mecanică sau oxigenare cu membrană extracorporală (ECMO). IDSA recomandă să nu se utilizeze glucocorticoizi pentru cei cu COVID-19 fără hipoxemie care necesită oxigen suplimentar.
În iulie 2020, Agenția Europeană pentru Medicamente (EMA) a început să analizeze rezultatele brațului de studiu RECOVERY care a implicat utilizarea dexametazonei în tratamentul pacienților cu COVID-19 internați în spital pentru a oferi un aviz cu privire la rezultate. Aceasta s-a concentrat în special pe potențiala utilizare a medicamentului pentru tratamentul adulților cu COVID-19.
În septembrie 2020, OMS a publicat un ghid actualizat privind utilizarea corticosteroizilor pentru COVID-19. OMS recomandă corticosteroizii sistemici mai degrabă decât lipsa corticosteroizilor sistemici pentru tratamentul persoanelor cu COVID-19 sever și critic (recomandare puternică, bazată pe dovezi de certitudine moderată). OMS sugerează să nu se utilizeze corticosteroizi în tratamentul persoanelor cu COVID-19 non-severă (recomandare condiționată, bazată pe dovezi cu grad scăzut de certitudine).
În septembrie 2020, Agenția Europeană pentru Medicamente (EMA) a aprobat utilizarea dexametazonei la adulți și adolescenți (începând cu vârsta de doisprezece ani și cântărind cel puțin 40 de kilograme) care necesită terapie cu oxigen suplimentar. Dexametazona poate fi administrată pe cale orală sau sub formă de injecție sau perfuzie (picurare) în venă.

### Hidrocortizon
În septembrie 2020, o meta-analiză publicată de Grupul de lucru REACT (Rapid Evidence Appraisal for COVID-19 Therapies) al OMS a constatat că hidrocortizonul este eficient în reducerea ratei mortalității pacienților cu COVID-19 în stare critică, în comparație cu alte îngrijiri obișnuite sau cu un placebo.
Utilizarea corticosteroizilor poate provoca un sindrom de "hiperinfecție" sever și mortal pentru persoanele cu strongiloidiasis, care poate fi o afecțiune de bază la populațiile expuse la parazitul Strongyloides stercoralis. Acest risc poate fi atenuat prin utilizarea prezumtivă a ivermectinei înainte de tratamentul cu steroizi.

### Budesonida
S-a constatat că administrarea acestui steroid inhalat la începutul evoluției infecției cu COVID-19 reduce probabilitatea de a avea nevoie de îngrijiri medicale de urgență și reduce timpul de recuperare. Mai multe studii sunt în curs de desfășurare. În aprilie 2021, budesonida a fost aprobată de autoritățile din Marea Britanie pentru utilizarea off-label pentru tratarea COVID-19, de la caz la caz.

### Altele
Ciclesonida, un corticosteroid inhalat pentru astm, a fost identificată ca un antiviral candidat într-un test de screening de medicamente in vitro realizat în Coreea de Sud. Acesta a fost utilizat pentru tratamentul pacienților presimptomatici cu COVID-19 și este în curs de testare clinică.

## Vitamine

### Vitamina C
Suplimentarea cu micronutrienți, inclusiv vitamina C, a fost sugerată ca parte a tratamentului de susținere a COVID-19, deoarece nivelurile de vitamina C din ser și leucocite sunt diminuate în stadiul acut al infecției din cauza cerințelor metabolice crescute. A fost studiată utilizarea de doze mari de vitamina C intravenos. Conform ClinicalTrials.gov, există cel puțin 34 de studii clinice în curs de desfășurare care includ vitamina C, care au finalizat sau recrutează persoane, spitalizate și grav bolnave cu COVID-19.

### Vitamina D
În timpul pandemiei COVID-19, a existat un interes pentru starea și suplimentele de vitamina D, având în vedere suprapunerea semnificativă a factorilor de risc pentru COVID-19 sever și deficiența de vitamina D. Aceștia includ obezitatea, vârsta înaintată și originea etnică neagră sau asiatică și este de remarcat faptul că deficiența de vitamina D este deosebit de frecventă în cadrul acestor grupuri.
Ghidul de tratament COVID-19 al National Institutes of Health (NIH) a declarat în iulie 2020 că "nu există date suficiente pentru a recomanda fie pentru, fie împotriva utilizării vitaminei D pentru prevenirea sau tratamentul COVID-19".
Recomandarea generală de a lua în considerare administrarea de suplimente de vitamina D, în special având în vedere nivelurile de deficiență de vitamina D în populațiile occidentale, a fost repetată. Începând cu februarie 2021, Institutul Național Englez pentru Sănătate și Excelență în Îngrijire (NICE) a continuat să recomande doze mici de supliment de vitamina D pentru persoanele cu expunere redusă la soare, dar a recomandat ca medicii să nu ofere un supliment de vitamina D doar pentru a preveni sau trata COVID-19, cu excepția cazului în care face parte dintr-un studiu clinic.
Mai multe studii au raportat legături între deficiența preexistentă de vitamina D și gravitatea bolii. Mai multe revizuiri sistematice și meta-analize ale acestora arată că deficitul de vitamina D poate fi asociat cu o probabilitate mai mare de a fi infectat cu COVID-19 și au demonstrat în mod clar că există asocieri semnificative între deficit și o severitate mai mare a bolii, inclusiv creșteri relative ale ratelor de spitalizare și mortalitate de aproximativ 80%. Calitatea unora dintre studiile incluse și dacă acestea demonstrează o relație de cauzalitate a fost pusă sub semnul întrebării.
Multe studii clinice sunt în curs de desfășurare sau au fost finalizate, evaluând utilizarea vitaminei D orale și a metaboliților săi, cum ar fi calcifediolul, pentru prevenirea sau tratamentul infecției COVID-19, în special la persoanele cu deficit de vitamina D.
Efectele suplimentării cu vitamina D pe cale orală asupra necesității de internare în unitatea de terapie intensivă (ICU) și asupra mortalității la pacienții spitalizați cu COVID-19 au făcut obiectul unei metaanalize. La pacienții care au primit suplimentarea cu vitamina D s-a constatat o rată de internare în USI mult mai mică, care a fost de numai 36% din cea observată la pacienții fără suplimentarea vitaminei D (p<0,0001). În această meta-analiză nu s-au constatat efecte semnificative asupra mortalității. Certitudinea acestor analize este limitată de eterogenitatea studiilor care includ atât vitamina D3 (colecalciferol), cât și calcifediol, dar aceste constatări indică un rol potențial în ameliorarea severității COVID-19, fiind necesare date mai solide pentru a susține orice efect asupra mortalității.
Calcifediolul, care este 25-hidroxivitamina D, este activat mai rapid și a fost utilizat în mai multe studii. Revizuirea rezultatelor publicate sugerează că suplimentarea cu calcifediol ar putea avea un efect protector asupra riscului de internare în terapie intensivă la pacienții cu COVID-19.

## Altele
O formă a enzimei de conversie a angiotensinei 2, un studiu de fază II este în curs de desfășurare cu 200 de pacienți care urmează să fie recrutați din cazuri grave, spitalizate în Danemarca, Germania și Austria pentru a determina eficacitatea tratamentului.
Câteva antibiotice care au fost identificate ca fiind potențial reprofilabile ca tratamente COVID-19, inclusiv teicoplanina, oritavancina, dalbavancina, monensina și azitromicina. Statul New York a început testele pentru antibioticul azitromicină la 24 martie 2020.
La 31 iulie 2020, Administrația pentru Alimente și Medicamente din SUA (FDA) a autorizat Revive Therapeutics să continue cu un protocol de studiu clinic de confirmare de fază III, randomizat, dublu-orb, controlat cu placebo, pentru a evalua siguranța și eficacitatea agentului antireumatic bucillamină la pacienții cu COVID-19 ușoară-moderată.
Inhibitorul JAK oral baricitinib este, de asemenea, în curs de studiu pentru tratamentul COVID-19. În noiembrie 2020, FDA a acordat o autorizație de utilizare de urgență pentru baricitinib pentru a fi administrat la anumite persoane spitalizate cu COVID-19 suspectat sau confirmat (mai exact, adulți și copii cu vârsta de doi ani sau mai mari care necesită oxigen suplimentar, ventilație mecanică sau ECMO), dar numai în asociere cu remdesivir. Într-un singur studiu clinic, s-a demonstrat că această terapie combinată are un efect mic, dar semnificativ din punct de vedere statistic, asupra rezultatelor pacienților, comparativ cu administrarea remdesivirului singur. În aprilie 2021, Agenția Europeană pentru Medicamente (EMA) a început să evalueze utilizarea extinsă a baricitinib pentru a include tratamentul COVID-19 la pacienții spitalizați cu vârsta de zece ani sau mai mult care necesită oxigen suplimentar. În iulie 2021, FDA a revizuit EUA pentru baricitinib, autorizând acum baricitinibul singur pentru tratamentul COVID-19 la persoanele spitalizate cu vârsta de doi ani sau mai mult care necesită oxigen suplimentar, ventilație mecanică non-invazivă sau invazivă sau oxigenare cu membrană extracorporală (ECMO). În conformitate cu EUA revizuit, baricitinib nu mai este necesar să fie administrat împreună cu remdesivir.
În 2021, importanța reproiectării medicamentelor pentru COVID-19 a dus la stabilirea unor terapii cu spectru larg. Terapeutica cu spectru larg este eficientă împotriva mai multor tipuri de agenți patogeni. Astfel de medicamente au fost sugerate ca potențiale tratamente de urgență pentru viitoarele pandemii.
Antagoniștii receptorilor de histamină H2 sunt în curs de investigare. Cimetidina a fost sugerată ca tratament pentru COVID-19. Famotidina a fost sugerată ca tratament pentru COVID-19, iar un studiu clinic este în curs de desfășurare.
Cercetătorii de la Institutul de Cardiologie din Montreal, Canada, studiază rolul colchicinei în reducerea inflamației și a complicațiilor pulmonare la pacienții care suferă de simptome ușoare de COVID-19. Studiul, denumit COLCORONA, recrutează 6 000 de adulți cu vârsta de 40 de ani și peste, care au fost diagnosticați cu COVID-19 și au prezentat simptome ușoare care nu au necesitat spitalizare. Femeile care erau însărcinate sau care alăptau sau care nu aveau o metodă contraceptivă eficientă nu erau eligibile. Rezultatele traseului sunt favorabile, dar neconcludente.
Fenofibratul și bezafibratul au fost sugerate pentru tratamentul simptomelor de COVID-19 care pun în pericol viața. Fenofibratul a redus, de asemenea, markerii de inflamație progresivă severă la pacienții spitalizați cu COVID-19 în termen de 48 de ore de la tratament într-un studiu israelian. Acesta a prezentat rezultate extrem de promițătoare prin faptul că a interferat cu modul de reproducere a coronavirusului.
Un studiu numit "Liberate" a fost demarat în Regatul Unit pentru a determina eficacitatea ibuprofenului în reducerea severității și progresiei leziunilor pulmonare care determină dificultăți de respirație la pacienții cu COVID-19. Subiecții urmează să primească trei doze de o formulă specială a medicamentului - ibuprofen lipidic - în plus față de tratamentul obișnuit.
Un studiu clinic de cohortă realizat în Brazilia a constatat că pacienții COVID-19 care au primit un vaccin recent împotriva gripei au avut nevoie de mai puțină asistență de terapie intensivă, de asistență respiratorie mai puțin invazivă și au avut mai puține șanse de a muri.
nanoFenretinide este fenretinidă de dimensiuni nanoparticulare și un medicament oncologic reprofilat aprobat pentru a intra în clinică pentru o indicație de limfom. Acesta a fost identificat ca fiind un antiviral candidat într-un test de depistare a medicamentelor in vitro realizat în Coreea de Sud. Profilul de siguranță clinică al fenretinidei îl face, de asemenea, un candidat ideal în regimurile de asociere.
Sildenafilul, cunoscut mai frecvent sub denumirea comercială Viagra, este propus ca tratament pentru COVID-19, iar un studiu clinic de fază III este în curs de desfășurare.

## Legături externe
- „COVID-19 therapeutics tracker”. Regulatory Affairs Professionals Society.
- „STAT's Covid-19 Drugs and Vaccines Tracker”. Stat. 27 aprilie 2020.
- „Coronavirus Drug and Treatment Tracker”. The New York Times.
- „JHMI Clinical Recommendations for Available Pharmacologic Therapies for COVID-19”. Johns Hopkins.
- World Health Organization (2021). Therapeutics and COVID-19: living guideline, 6 July 2021 (Raport). World Health Organization (WHO). hdl:10665/342368 . WHO/2019-nCoV/therapeutics/2021.2. Parametru necunoscut |lay-url= ignorat (ajutor)